# Shrewsbury (Pensilvania)
Shrewsbury es un borough ubicado en el condado de York en el estado estadounidense de Pensilvania. En el año 2000 tenía una población de 3.378 habitantes y una densidad poblacional de 739.9 personas por km².

## Geografía
Shrewsbury se encuentra ubicado en las coordenadas 39°46′02″N 76°40′44″O / 39.76722, -76.67889.

## Demografía
Según la Oficina del Censo en 2000 los ingresos medios por hogar en la localidad eran de $49,983 y los ingresos medios por familia eran $57,358. Los hombres tenían unos ingresos medios de $39,107 frente a los $32,196 para las mujeres. La renta per cápita para la localidad era de $20,292. Alrededor del 4.7% de la población estaba por debajo del umbral de pobreza.